# Real Soon
Real Soon è il primo singolo di Snoop Dogg ad essere estratto dall'album del 2005 Bigg Snoop Dogg Presents... Welcome to tha Chuuuch: Da Album. Il brano è accreditato ai DPGC, formazione composta da Snoop, Kurupt, Daz e Nate Dogg.
Il brano rappresenta un'accusa contro la pena di morte. Infatti Snoop Dogg partecipò insieme ad altri personaggi celebri, come l'attore Jamie Foxx alla protesta tenuta il 19 novembre 2005 a San Quentin contro la sentenza inflitta a Stanley Tookie Williams. La speranza era quella di tramutare la sentenza di morte in un Ergastolo, ma il governatore Arnold Schwarzenegger pur accettando di ricevere i protestanti, non cambiò idea, e la sentenza fu eseguita il 13 dicembre 2005.
In seguito a quanto accaduto, Snoop Dogg pubblicò un altro singolo Real Talk (per il solo mercato del download digitale), in cui criticava l'atteggiamento tenuto dal governatore Schwarzenegger.

## Il video
Il video diretto da Anthony Mandler è stato girato il 9 novembre e trasmesso per la prima volta il 5 dicembre. Nel video, girato in bianco e nero, Dogg, Daz e Kurupt visitano in carcere Tookie, interpretato da Nate Dogg. Nel video Snoop Dogg indossa una maglietta con la scritta "Save Tookie.org", il sito della fondazione impegnata a raccogliere firme per una petizione destinata al governatore.

## Classifiche
| Classifica                          | Posizione |
| ----------------------------------- | --------- |
| US Radio+Records Airplay - Rhythmic | 43        |
| US Radio+Records Airplay - Urban    | 49        |
| Australia                           | 49        |